# Cessna 210 Centurion

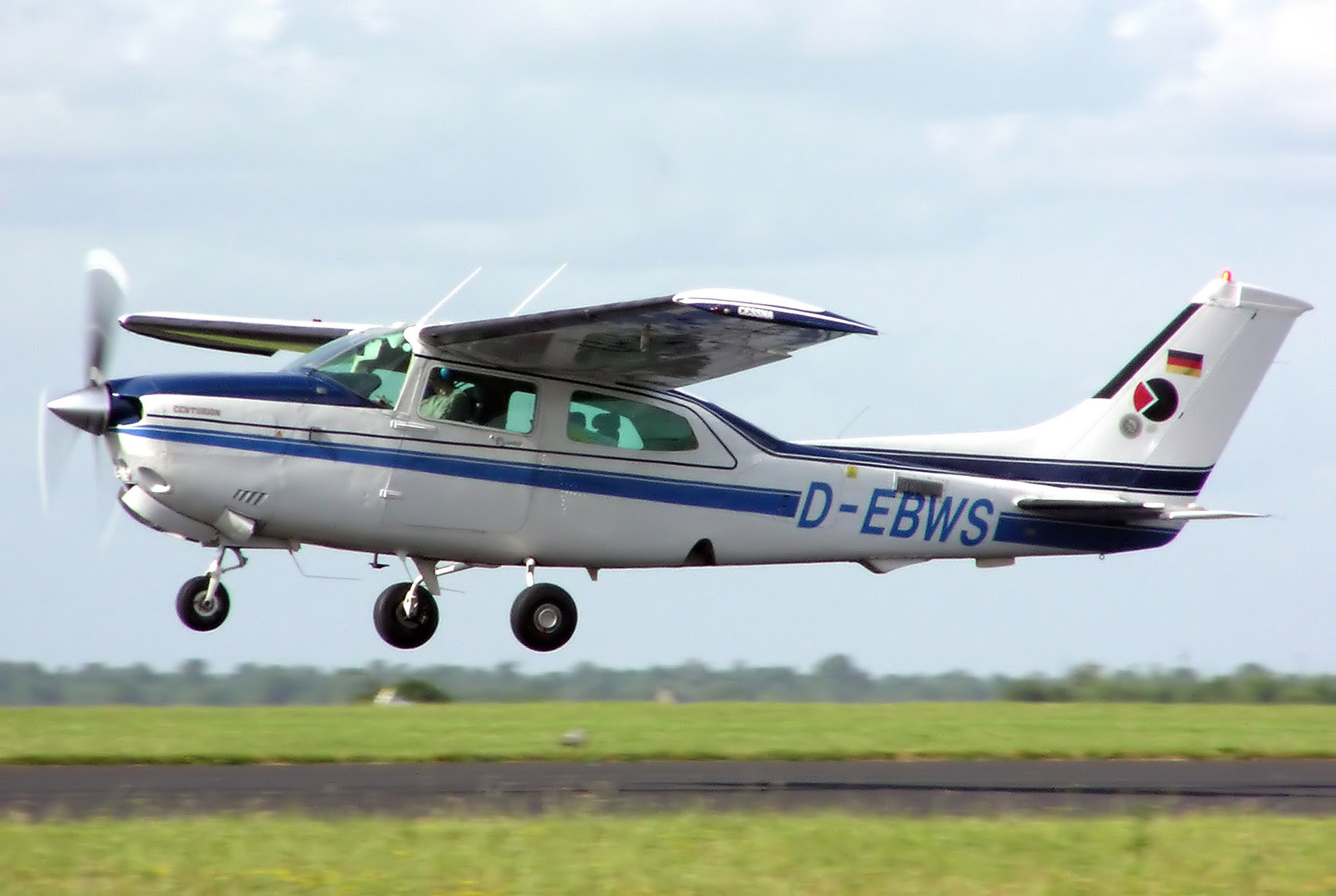
Cessna 210 Centurion

Cessna 210 Centurion är ett högvingat plan från Cessna i helmetallkonstruktion försett med sex sittplatser. Maskinen har ett infällbart landställ av noshjulstyp. Centurion producerades mellan 1957 och 1985 
i sammanlagt mer än 9 250 exemplar.